# Izolinia

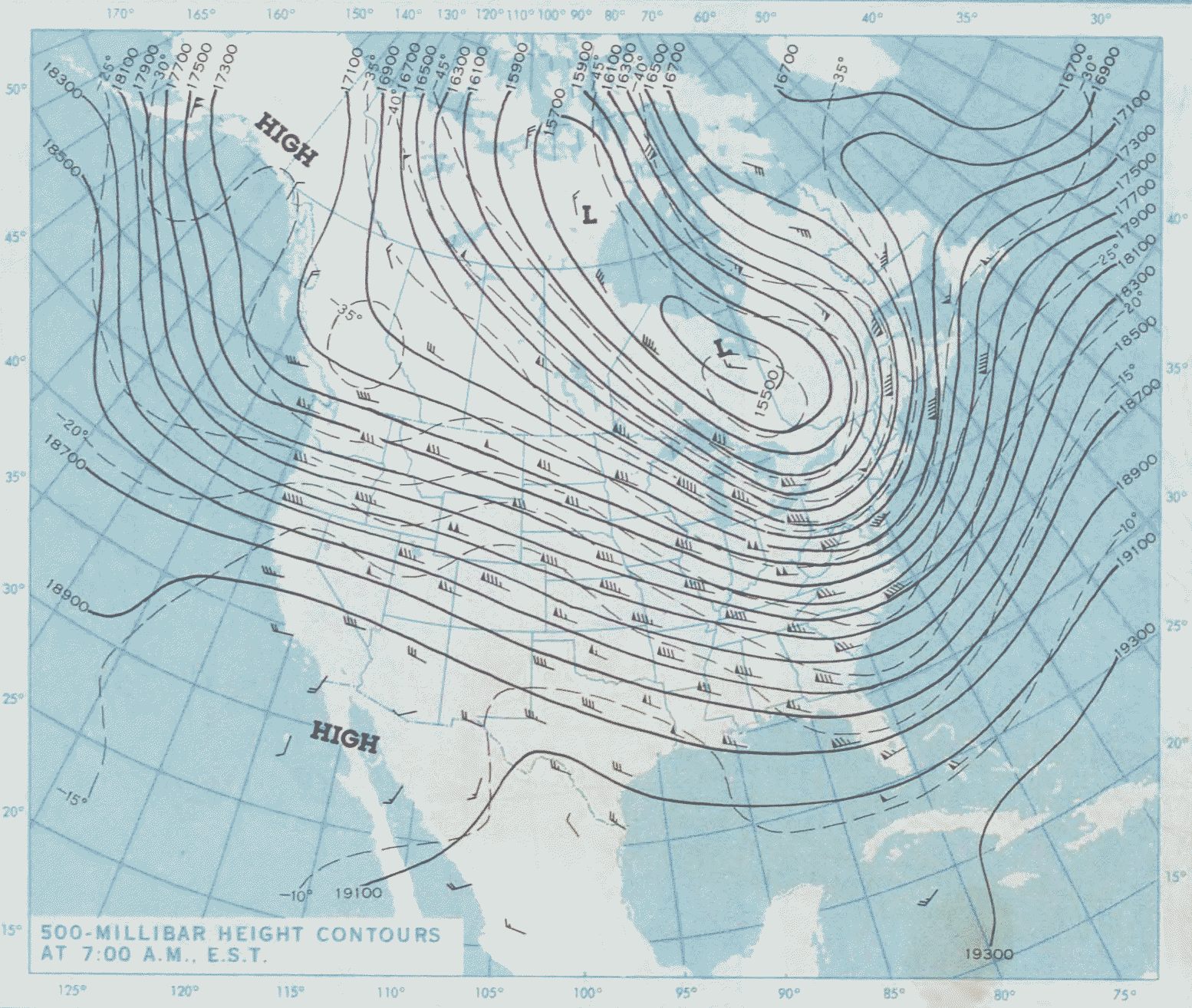
Izobary na mapie synoptycznej

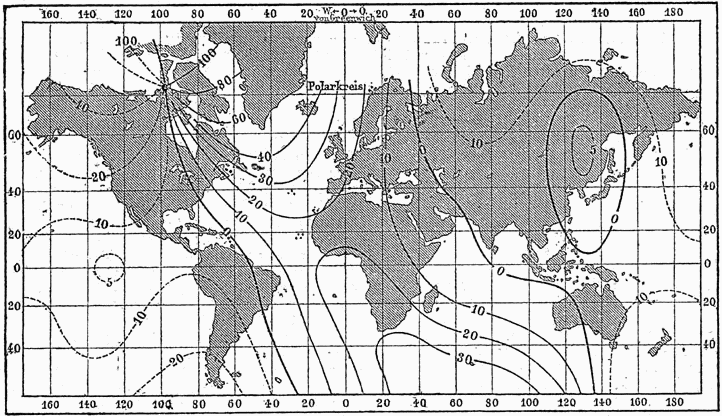
Mapa odchylenia magnetycznego w 1860 (izogony)

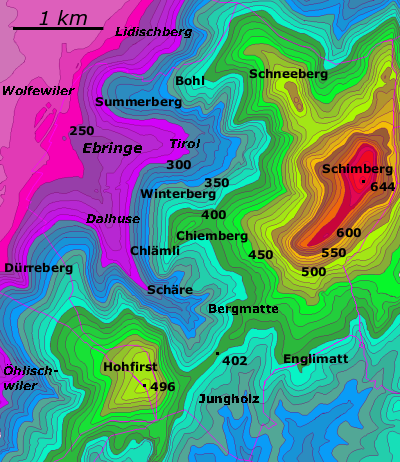
Mapa topograficzna z izohipsami

Izolinia, izarytma (w kartografii), izograma (w meteorologii) – krzywa na mapie łącząca punkty o jednakowych wartościach liczbowych danej cechy. Termin ten i pokrewne terminy pochodzą od stgr. ίσος ísos, „równy” i słowa „linia”, bądź odpowiednich innych słów.

## Rodzaje izolinii
Poniższa lista wymienia różne izolinie, wraz z wielkością, której dotyczą.
- ekwidystanta – jednakowa odległość od elementów przedstawionych na mapie
- hydroizohipsa – wysokość swobodnego zwierciadła wody gruntowej
- hydroizopieza – wysokość napiętego zwierciadła wody gruntowej
- izoamplituda – amplituda niektórych zjawisk, najczęściej temperatury
- izoanemona (izanemona) – średnia prędkość wiatru[5]
- izobara – linia jednakowego ciśnienia powietrza
- izobata – głębokość akwenów
- izobaza – zmiany wysokości terenu wskutek ruchów tektonicznych
- izobronta – linia łącząca miejsca o jednakowej liczby dni burzowych lub linia frontu dźwiękowego nadciągającej burzy
- izochalaza – linia jednakowej częstotliwości występowania gradu[6]
- izochimena – średnia temperatura w porze zimowej
- izochiona (izochina) – grubość pokrywy śnieżnej
- izochrona – jednoczesność występowania jakiegoś zjawiska lub równy czas dostępu do jakiegoś miejsca
- izodensa – gęstość zaludnienia[7]
- izodynama – natężenie pola magnetycznego Ziemi
- izofena – jednoczesność występowania zjawisk biologicznych, np. kwitnienie roślin danego gatunku[8]
- izofona – zasięg terytorialny występowania danego zjawiska fonetycznego
- izofoda (izodapana) – jednakowe koszty transportu[9]
- izogeoterma – jednakowa temperatura na różnych głębokościach pod powierzchnią ziemi[10]
- izoglacihipsa – wysokość dolnej granicy lodowców; również linia jednakowej wysokości klimatycznej granicy wiecznych śniegów (linii firnu)[11]
- izoglosa – zasięg terytorialny występowania danej cechy językowej
- izogona – deklinacja magnetyczna
- izohalina – zasolenie wody
- izohela – usłonecznienie
- izohieta – suma opadów
- izohigra – średnia wilgotność[12]
- izohipsa – (poziomica, warstwica) wysokość terenu względem przyjętego poziomu odniesienia lub wysokość, na której występuje to samo ciśnienie atmosferyczne, tzw. powierzchnia izobaryczna
- izohumida – wilgotność powietrza
- izohyla – stopień lesistości[7]
- izoklina – inklinacja magnetyczna
- izoknefa – liczba dni pochmurnych
- izokosma – natężenie promieniowania kosmicznego
- izokryma – najniższa temperatura powietrza w zimie
- izolampra – liczba dni pogodnych
- izoleksa – zasięg terytorialny danego słowa, wyrażenia lub innego faktu leksykalnego
- izalobara – tendencja baryczna (jednakowe zmiany ciśnienia atmosferycznego w czasie)
- izomorfa – zasięg terytorialny cech morfologicznych języka
- izonefa – przeciętne zachmurzenie nieba
- izopachyta – w geologii, linia łącząca jednakowe miąższości
- izopleta – linia na wykresach lub mapach łącząca punkty o tej samej wartości cechy
- izopora – jednakowa zmienność wielkości zjawiska w czasie
- izopikna – gęstość powietrza[13]
- izosejsta – natężenie trzęsienia ziemi
- izostera – objętość masy wodnej[14]
- izotacha – prędkość wiatru
- izotera – średnia temperatura powietrza w lecie
- izoterma – temperatura powietrza
- izowapora – ciśnienie pary wodnej[15]